# Гимаев, Ришат Гамирович
Ришат Гамирович Гимаев (род. 2 февраля 1964, Тимяшево, Татарская АССР) — советский и российский хоккеист и тренер.

## Биография
С 1989 по 1992 год играл в переходном турнире чемпионата СССР за казанский «Итиль». Дебютировал в последнем чемпионате СССР 1991 года в регулярном сезоне. В турнире сыграл 30 матчей, забросил 1 шайбу и отдал 4 голевые передачи. С 1992 по 1994 год выступал во второй лиге России
за команды из Альметьевска и Самары.
С 1995 по 1997 год играл в чемпионате России за нижнекамский «Нефтехимик». В двух сезонах сыграл 59 встреч, забросил 8 шайб и отдал 9 голевых передач. С 1997 по 2000 год выступал за «Нефтяник» из Альметьевска, где и завершил карьеру игрока.
В 2002 году стал помощником главного тренера «Нефтяника», а в следующем сезоне возглавил команду. Руководил клубом в течение 12 лет подряд, в 2014 году после отставки Юрия Мордвинцева вновь возглавил команду ещё на три года. Завоевал с командой Кубок Братины в 2016 году. После сезона 2016/17 ушёл в отставку.